# 8730 Iidesan
8730 Iidesan è un asteroide della fascia principale. Scoperto nel 1996, presenta un'orbita caratterizzata da un semiasse maggiore pari a 2,3659155 UA e da un'eccentricità di 0,2224793, inclinata di 1,24183° rispetto all'eclittica.